# Euphorbia resinifera
Euphorbia resinifera là một loài thực vật có hoa trong họ Đại kích. Loài này được O.Berg mô tả khoa học đầu tiên năm 1863.

## Hình ảnh

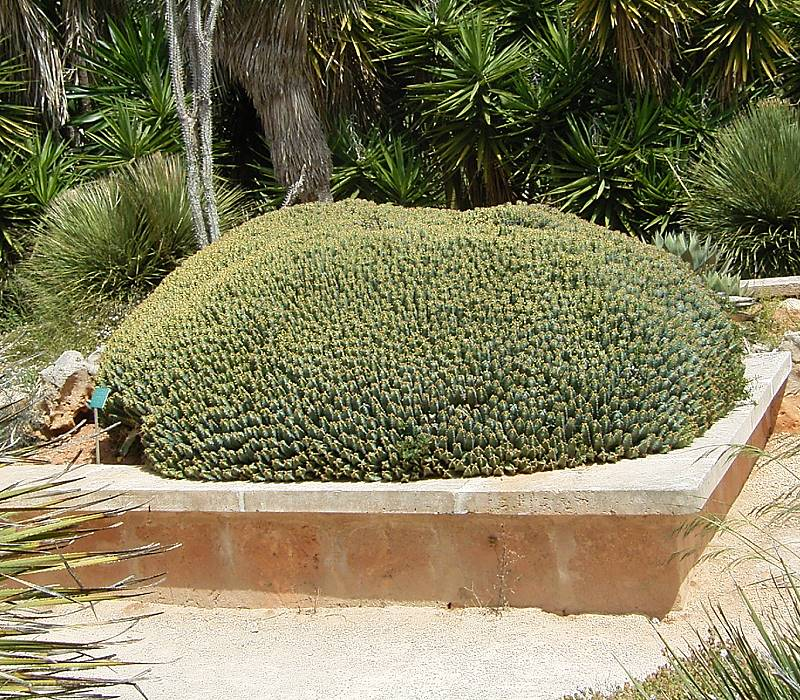
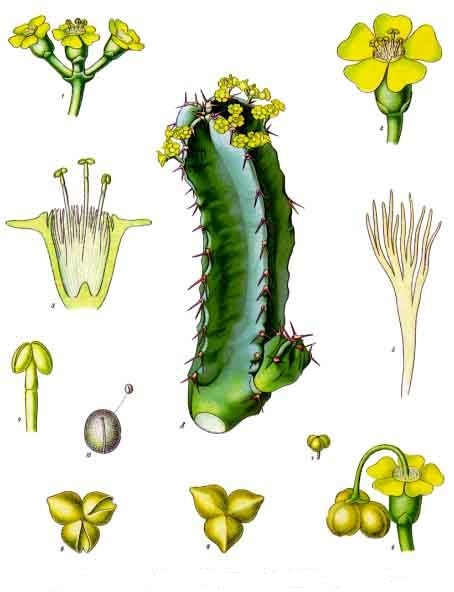
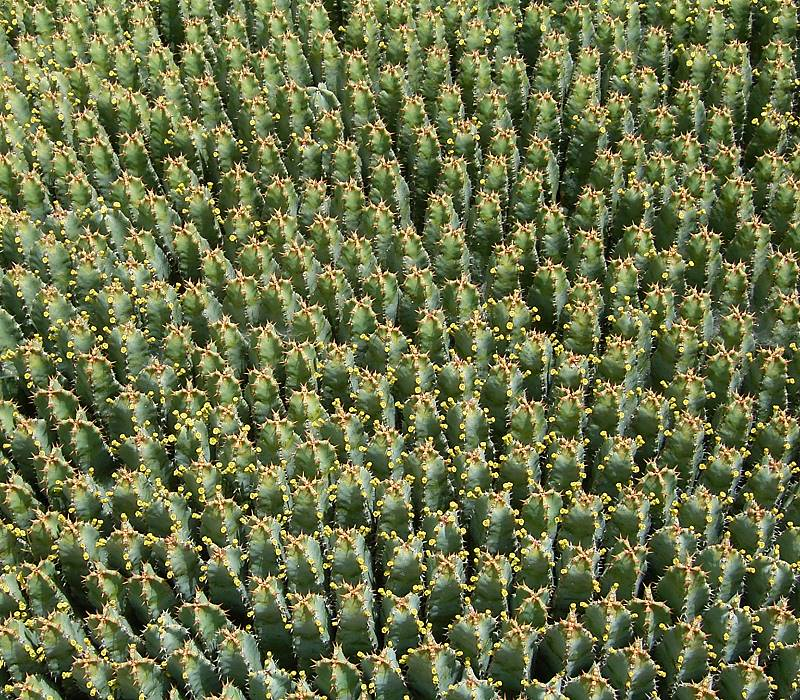
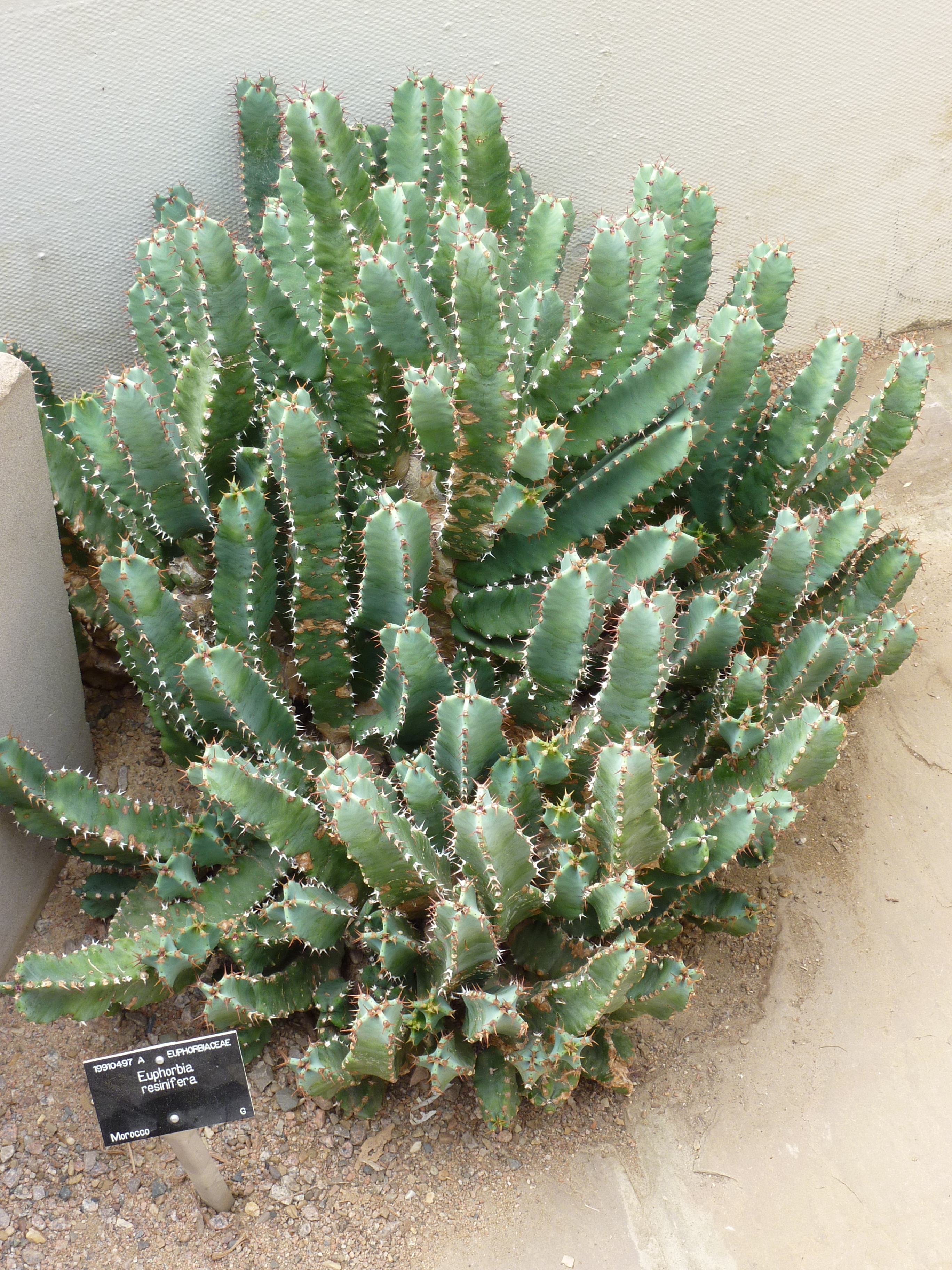